# Замок Фария
Замок Фария (порт. Castelo de Faria) — средневековый замок во фрегезии Перейра города Барселуш округа Брага Португалии. Возведен на вершине холма Франкейра (пор.), возвышается над дорогой, соединявшей Барселуш с портом Виана. В настоящее время от замка сохранились лишь руины.

## История
Освоение человеком данного региона началось около 3000 года до н. э., о чём свидетельствуют найденные археологами керамические изделия и наконечники стрел. Около 700 года до н. э. деревня переросла в городище, окруженное тремя линиями стен и частоколом. Фрагменты керамикии другие артефакты свидетельствуют о тесных торговых связях местного населения со средиземноморскими народами между V и IV веками до нашей эры.
Археологические исследования показывают, что возведение замка началось в IX—X веках в ходе Реконкисты на Пиренейском полуострове. Первое документальное упоминание о замке указывает, что его хозяином был Соэйру Мендеш да Майя (1099), португальский дворянин.
При короле Динише I (1279—1325) замок был укреплён, о чём также свидетельствуют археологические раскопки. Исследование руин одной из башен замка позволило установить, что она была возведена во времена короля Фернанду I (1367—1383).
Согласно легенде, замок отразил нападение со стороны войск Кастилии в начале 1373 года.
С XV века, с утверждением на престоле Ависской династии, замок потерял свои оборонительные и административные функции и стал постепенно разрушаться. Часть его камней была использована для строительства близлежащего монастыря Франкейра, возведенного у подножия холма.
В XX веке проводились археологические раскопки (в 1930, 1932, 1936 и 1949 годах). В ходе раскопок были обнаружены останки форта железного века, а также оборонительная система, состоявшая из стены и барбакана. Была также начата реконструкция башен. Эти работы помогли признать руины замка национальным памятником (пор.) 13 июля 1956 года.
В 1981 году археологические исследования в окрестностях замка были возобновлены, но уже под эгидой Университета Порту.

## Архитектура
Замок был построен в романском стиле и имел традиционную для своего времени четырехугольную планировку с внутренним двором, барбаканом и зубчатой крепостной стеной.

## Легенда о алькальде Фарии
Во время правления Фернанду I (1367—1383), когда началась вторая война с Кастилией, северная часть Португалии была захвачена врагом. Кастильские войска наступали на Лиссабон, а вторая колонна двигалась из Галисии в провинцию Минью. Ей навстречу вышли португальские войска, прибывшие из Порту и Барселуша, среди которых был отряд под командованием Нуну Гонсалвеша де Фариа, алькальда замка Фариа. После короткой битвы португальцы дрогнули, а Гонсалвеш попал в плен. Он понял, что кастильцы собираются использовать его, чтобы вынудить замок Фария, которым в это время командовал сын Гонсалвеша, сдаться. Тогда Гонсалвеш убедил кастильского командира разрешить ему под прицелом кастильских лучников взойти на крепостную стену и уговорить сына капитулировать. Но взойдя на стену, Гонсалвеш призвал гарнизон к сопротивлению, а сына устрашил проклятием, если тот сдастся. После этого мужественного поступка Гонсалвеш был убит кастильским лучником, однако замок не покорился неприятелю, и его гарнизон оттеснил кастильцев к подножию холма.